# Vale do Paraíso
Vale do Paraíso – miasto i gmina w Brazylii, w stanie Rondônia. Znajduje się w mezoregionie Leste Rondoniense i mikroregionie Ji-Paraná.